# Колин
Колин (чеш. Kolín) град је у Чешкој Републици, у оквиру историјске покрајине Бохемије. Колин је пети по величини град управне јединице Средњочешки крај, у оквиру којег је седиште засебног округа Колин.

## Географија
Колин се налази у средишњем делу Чешке републике. Град је удаљен од 55 km источно од главног града Прага.
Колин се налази у области средишње Бохемије, на реци Лаби. Надморска висина града је око 220 m. Град је долинском подручју реке, а јужно од града издиже се Чехоморавско побрђе.

## Историја
Подручје Колина било је насељено још у доба праисторије. Насеље под данашњим називом први пут се у писаним документима спомиње 1261. године, а насеље је 1437. године добило градска права.
1919. године Колин је постао део новоосноване Чехословачке. У време комунизма град је нагло индустријализован. После осамостаљења Чешке дошло је до опадања активности тешке индустрије и до проблема са преструктурирањем привреде.

## Становништво
Колин данас има око 31.000 становника и последњих година број становника у граду лагано расте. Поред Чеха у граду живе и Словаци и Роми.

## Партнерски градови
- Дитикон
- Каменц

## Галерија
- Саборна црква св. Вартоломеја
- Споменик на главном тргу
- Улица старе јеврејске четврти
- Градски музеј